# Operacja Algeciras
Operacja Algeciras – niedoszła argentyńska operacja z kwietnia 1982, planowana w czasie wojny o Falklandy-Malwiny, której zadaniem było uszkodzenie lub zatopienie brytyjskich okrętów przebywających w Gibraltarze. Do Hiszpanii przerzucono oddział komandosów, których zadaniem było podłożenie magnetycznych min pod okręty brytyjskie. Nazwa operacji pochodzi od hiszpańskiego miasta Algeciras, skąd mieli wypłynąć nurkowie. Operacja nie doszła do skutku, kiedy biorący w niej udział komandosi zostali aresztowani przez hiszpańską policję z powodu podejrzanego zachowania.

## Tło historyczne
Operacja została zaplanowana przez admirała Jorge Anaya i była tak tajna, że nie wiedziała o niej większość rządowej junty argentyńskiej. Anaya miał nadzieję, że zatopienie lub uszkodzenie okrętów brytyjskich przebywających w Gibraltarze zmusi Brytyjczyków do rozdzielenia ich sił i osłabi ich obecność w pobliżu Falklandów-Malwinów.
Komandosi biorący udział w operacji należeli do antyrządowej organizacji Montoneros, od lat 70. walczącej z kolejnymi rządami argentyńskimi, także z militarną juntą, niemniej - podobnie jak większość Argentyńczyków - także oni popierali odzyskanie przez Argentynę Malwinów i zgodzili się wziąć udział w operacji.

## Operacja
Czterej komandosi przybyli do Hiszpanii na fałszywych paszportach argentyńskich, wcześniej miny magnetyczne zakupione we Włoszech zostały przywiezione do Hiszpanii w bagażu dyplomatycznym. Po przybyciu do Algeciras przez kilka tygodni obserwowali port w Gibraltarze w oczekiwaniu na przybycie okrętu o znaczącej wartości bojowej. 2 maja do Gibraltaru przybyła fregata HMS „Ariadne”, która miała stać się celem ataku. Początkowo komandosom odmówiono pozwolenia na atak, mając ciągle nadzieję na pokojowe rozwiązanie konfliktu, ale kiedy później w tym samym dniu brytyjski okręt podwodny zatopił krążownik ARA „General Belgrano”, dzień później 3 maja wydano rozkaz ataku.
Porankiem 3 maja dwóch komandosów udało się do wypożyczalni samochodów, aby przedłużyć o kilka dni wynajem samochodu. Ich wcześniejsze zachowanie wzbudziło podejrzenia u właściciela wypożyczalni, który powiadomił o tym policję. Obydwaj komandosi zostali aresztowani, a ich dwaj towarzysze broni zostali zatrzymani w hotelu.  Wszyscy czterej szybko przyznali się, że pracowali dla rządu Argentyny i zdradzili ich zadanie.
Wszyscy czterej zostali w tajemnicy deportowani z Hiszpanii do Argentyny. Operacja została ujawniona rok później.